# 克拉科夫民族学博物馆
克拉科夫民族学博物馆（波蘭語：Muzeum Etnograficzne im. Seweryna Udzieli w Krakowie）位于是波兰克拉科夫卡齐米日的一个博物馆，成立于1902年。二战以后，馆址迁至沃尔尼查广场（Plac Wolnica）1号，原卡齐米日市政厅，并在克拉科夫斯卡街46号的埃斯特尔卡宫，设有分馆。藏品超过80000件，与波兰文化（民俗、艺术、日常生活等）以及欧洲和世界其他文化有关。2013年，埃里卡·莱勒策划了《纪念品、护身符、玩具》展览，探索犹太雕像的发展，尤其是“幸运的犹太人”。